# Carla Shatz

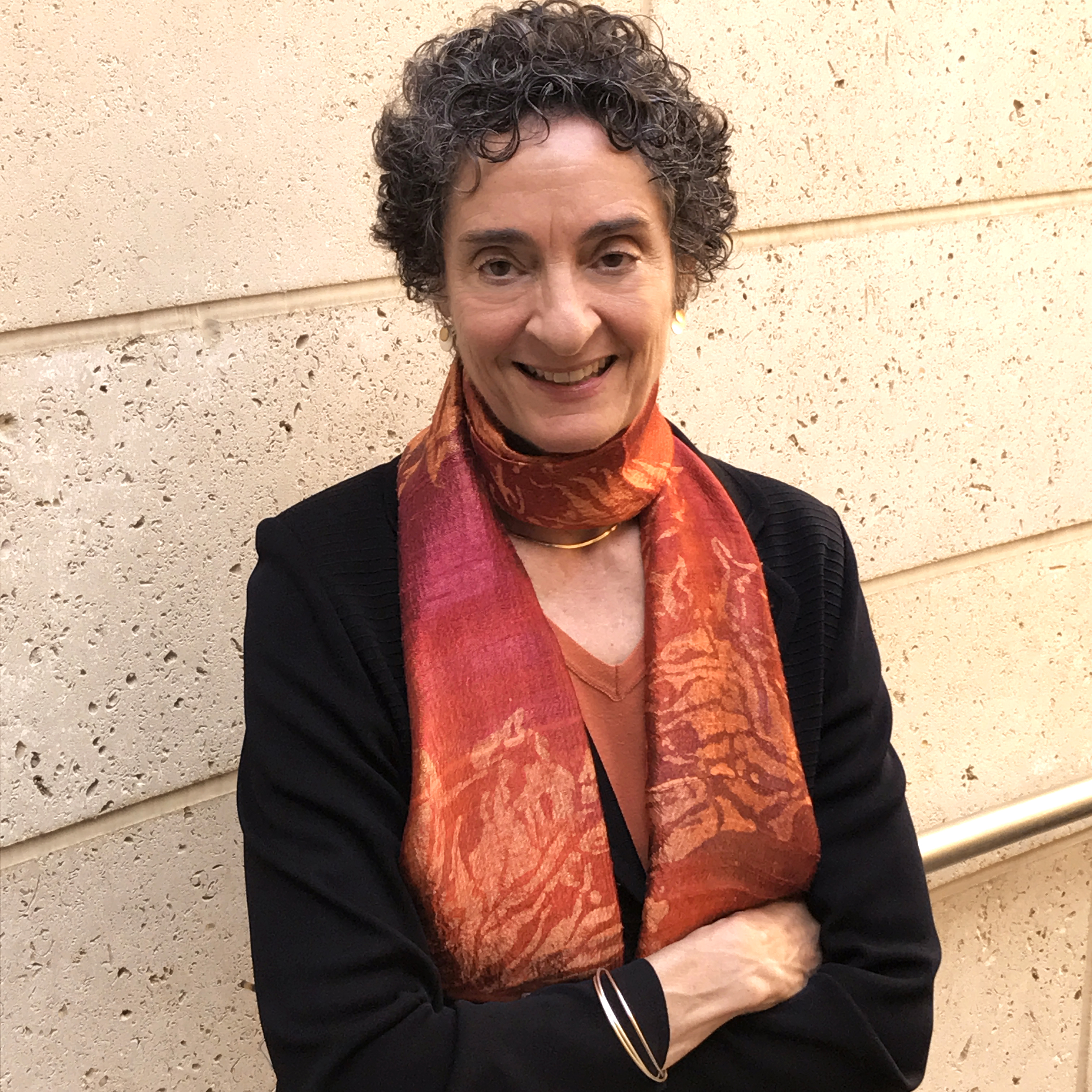
Carla Shatz

Carla Jo Shatz (* 1947) ist eine US-amerikanische Neurowissenschaftlerin an der Stanford University.

## Leben
Shatz wuchs in West Hartford, Connecticut, auf. Sie erwarb am Radcliffe College 1969 einen Bachelor in Chemie, hörte aber auch Vorlesungen bei Rudolf Arnheim und dem Nobelpreisträger George Wald. Mit einem Marshall scholarship ging sie zum Studium der Physiologie an das University College London, wo sie 1971 mit einem M.Phil. abschloss. Shatz erwarb 1976 bei den späteren Nobelpreisträgern David Hubel und Torsten Wiesel an der Harvard University einen Ph.D. in Neurobiologie. Als Postdoktorandin arbeitete sie bei Paško Rakić an der Harvard Medical School. 1978 erhielt sie an der Stanford University Medical School eine erste Professur. 1992 wechselte sie gemeinsam mit ihrem damaligen Ehemann an die University of California, Berkeley. Von 1994 bis 2000 forschte sie zusätzlich für das Howard Hughes Medical Institute. Im Jahr 2000 erhielt Shatz an der Harvard Medical School den Lehrstuhl für Neurobiologie. Seit 2007 leitet sie Bio-X, ein interdisziplinäres Forschungsinstitut an der Stanford University.
Zu ihren Doktoranden zählt Eckhard Friauf.

## Wirken
Shatz konnte wesentliche Beiträge zur Aufklärung der Gehirnentwicklung beim Menschen leisten – vor der Geburt wie danach. Insbesondere befasst sie sich mit der Entwicklung neuronaler Netze/neuronaler Erregungskreise (neural circuits) und konnte zeigen, wie das visuelle System seine Verbindungen anpasst und welche Rolle Neurotrophine bei der Entwicklung einer Augendominanz spielen. Weitere wichtige Arbeiten Shatz’ befassen sich mit den Interaktionen zwischen Immunsystem und Nervensystem (Neuroimmunologie).

## Auszeichnungen (Auswahl)
- 1979 Sloan Research Fellowship
- 1992 Mitglied der Europäischen Akademie der Wissenschaften und Künste
- 1992 Mitglied der American Academy of Arts and Sciences[3]
- 1994/1995 Präsidentin der Society for Neuroscience
- 1995 Mitglied der National Academy of Sciences[4]
- 1996 Fellow der American Association for the Advancement of Science
- 1996 W. Alden Spencer Award
- 1997 Mitglied der American Philosophical Society[5]
- 2000 Weizmann Women in Science Award
- 2002 Ehrendoktorat der École polytechnique fédérale de Lausanne
- 2010 Ehrendoktorat des Cold Spring Harbor Laboratory
- 2011 Ralph-W.-Gerard-Preis[6]
- 2011 Auswärtiges Mitglied der Royal Society[7]
- 2013 Pasarow Foundation Award für Neuropsychiatrie
- 2015 Gruber-Preis für Neurowissenschaften[8]
- 2016 Kavli-Preis
- 2016 Prémio de Visão António Champalimaud
- 2017 Harvey Prize des Technion in Israel

## Schriften (Auswahl)
- Karen L. Allendoerfer, Carla J. Shatz: The subplate, a transient neocortical structure: its role in the development of connections between thalamus and cortex. In: Annual review of neuroscience. Band 17, Nr. 1, 1994, S. 185–218.
- M. Majdan, C. J. Shatz: Effects of visual experience on activity-dependent gene regulation in cortex. In: Nat Neurosci. Band 9, Nr. 5, May 2006, S. 650–659. doi:10.1038/nn1674.